# Вільгельм Маттіс
Вільгельм Маттіс (нім. Wilhelm Matthies; 27 вересня 1896, Гафельберг — 7 липня 1980, Леверкузен) — німецький офіцер, контрадмірал крігсмаріне. Кавалер Німецького хреста в золоті.

## Біографія
1 квітня 1914 року вступив у кайзерліхмаріне. Учасник Першої світової війни, ненадовго служив на борту великого крейсера SMS Moltke. У вересні 1914 року був переведений начальником взводу 1-го полку моряків морського корпусу «Фландрія». В січні-жовтні 1916 року пройшов офіцерські курси. З жовтня 1916 по вересень 1917 року служив на боту лінкора SMS Oldenburg. З вересня 1917 по лютий 1918 року пройшов курс підводника, після чого служив вахтовим офіцером на підводних човнах UC-71 та UB-148.
Після демобілізації армії залишений в рейхсмаріне. З 28 вересня 1936 року — командир 5-го морського артилерійського батальйону, одночасно з 1 по 23 квітня 1938, з 25 по 31 травня 1939 і з 3 по 22 липня 1939 року виконував обов'язки коменданта Піллау. З 4 вересня 1939 року — командир морського зенітного полку і 5-го запасного артилерійського батальйону, з 7 вересня 1939 року — морського зенітного полку Піллау, з 1 жовтня 1939 року — 5-го морського артилерійського, з 4 січня 1940 року — 1-го морського зенітного полку, одночасно з 5 лютого по 15 квітня 1941 року виконував обов'язки командувача на західному узбережжі Балтійського моря. З 1 травня 1942 року — командир 1-ї морської зенітної бригади, одночасно з 1 травня по 14 листопада 1943 року —  командувач на західному узбережжі Балтійського моря. З 15 листопада 1943 року — начальник командної управлінської групи берегової і повітряної оборони, з 1 квітня 1944 року — відділу берегової оборони Командування морською війною, з 10 липня 1944 року — управління і оперативного штабу загального морського управління ОКМ. 7 травня 1945 року взятий в полон союзниками. 31 березня 1947 року звільнений.
Після звільнення вступив у фірму Bayer, з 1951 року очолював відділ фірми в Леверкузені.

## Звання
- Морський кадет (1 квітня 1914)
- Фенріх-цур-зее (29 жовтня 1914)
- Лейтенант-цур-зее (13 липня 1916)
- Оберлейтенант-цур-зее (28 вересня 1920)
- Капітан-лейтенант (1 травня 1926)
- Корветтен-капітан (1 листопада 1933)
- Фрегаттен-капітан (1 квітня 1937)
- Капітан-цур-зее (1 квітня 1939)
- Контрадмірал (1 лютого 1943)

## Нагороди
- Залізний хрест
  - 2-го класу (4 квітня 1915)
  - 1-го класу (19 вересня 1918)
- Військовий Хрест Фрідріха-Августа (Ольденбург) 2-го класу із застібкою «Перед ворогом»
- Нагрудний знак підводника (1918)
- Фландрійський хрест із застібкою «Морська війна»
- Почесний хрест ветерана війни з мечами (19 жовтня 1934)
- Медаль «За вислугу років у Вермахті»
  - 4-го, 3-го і 2-го класу (18 років; 2 жовтня 1936) — отримав 3 нагороди одночасно.
  - 1-го класу (25 років; 1 квітня 1939)
- Німецька імперська відзнака за фізичну підготовку в золоті (14 грудня 1937)
- Застібка до Залізного хреста
  - 2-го класу (28 червня 1940)
  - 1-го класу (8 квітня 1941)
- Медаль «У пам'ять 1 жовтня 1938» (5 вересня 1940)
- Німецький кінний знак в сріблі (31 січня 1941)
- Нагрудний знак морської артилерії (13 травня 1941)
- Німецький хрест в золоті (29 лютого 1944)